# Coleophora maritimella
Coleophora maritimella é uma espécie de mariposa do gênero Coleophora pertencente à família Coleophoridae.